# Сибари (Козенца)
Сибари је насеље у Италији у округу Козенца, региону Калабрија.
Према процени из 2011. у насељу је живело 2027 становника. Насеље се налази на надморској висини од 6 м.